# Softer, Softest
"Softer, Softest" är en låt av den amerikanska rockgruppen Hole, skriven av fronfiguren Courtney Love och sologitarristen Eric Erlandson. Det var den fjärde och sista singeln från deras andra album, Live Through This, och släpptes i december 1995. Låten har uppnått plats 32 på Billboard-listan Modern Rock Tracks.

## Låtlista
- Australisk CD-singel

1. "Softer, Softest" (Love/Erlandson) – 3:27
2. "He Hit Me (And It Felt Like A Kiss)" (The Crystals-cover) – 4:23
3. "Miss World" (live) (Love/Erlandson) – 3:06
4. "Teenage Whore" (live) (Love/Erlandson/Emery/Rue) – 2:45
5. "Hungry Like the Wolf" (live) (Duran Duran-cover) – 1:55

- Nederländsk CD-singel

1. "Softer, Softest" (Love/Erlandson) – 3:27
2. "He Hit Me (And It Felt Like A Kiss)" (The Crystals-cover) – 3:45

- Amerikansk promo-singel

1. "Softer, Softest" (Love/Erlandson) – 3:27
2. "Softer, Softest" (live at MTV Unplugged) (Love/Erlandson) – 3:45

## Listplaceringar
| Lista (1995)                 | Högsta position |
| ---------------------------- | --------------- |
| Billboard Modern Rock Tracks | 32              |